# Two Days, Nine Lives
Two Days, Nine Lives es una película británica de drama de 2001, dirigida por Simon Monjack, que a su vez la escribió junto a Nick McDowell y Jessica Ruston, musicalizada por Paul Honey, en la fotografía estuvo Zoran Veljkovic y los protagonistas son Luke Goss, Sienna Guillory y Simon Shepherd, entre otros. El filme fue realizado por Stairafilm Motion Pictures y Untitled 2000 Ltd.; se estrenó el 2 de marzo de 2001.

## Sinopsis
Un productor de películas, Saul, conduce su auto bajo el efecto de estupefacientes y termina chocando. Su novia, Claire, quiere que vaya a una clínica para rehabilitarse. El largometraje sigue a Saul, seis pacientes más y a sus consejeros durante dos días en la clínica The Bridge en Surrey, Inglaterra.